# Tenom
Tenom is een plaats en gemeente (majlis daerah; district council) in de Interior Division van de deelstaat Sabah (Oost-Maleisië) op het eiland Borneo.

## Geschiedenis
In de tijd van de koloniale periode heette het Fort Birch.
In het centrum van Tenom staat een standbeeld van Ontoros Antonom (1885-1915) die in de Rundumrevolutie van de Murutbevolking vocht tegen de Britse kolonisten in het Rundumdistrict Tenom in 1915.

## Demografie
In 2000 was het aantal inwoners van het gelijknamige district circa 46.200. De bevolking bestaat uit Murut (60%), Chinezen (20%), Maleisiërs (10%), Kadazan-Dusun (8%) en Lun Bawang (2%).
Het ligt in een voornamelijk agrarisch gebied met soya bonen, maïs, groente en cacao.

## Bezienswaardigheden
- Sabah Agricultural Park (Lagud Sebrang Agriculture Research Station)
- Tenom Orchid Centre
- Murut Cultural Center
- Crocker Range

Tenom is de laatste stop voor passagiers van de North Borneo Railway.